# Bregwin
Bregwin (Bregowine o Bregwine; ... – agosto 764) è stato un arcivescovo anglosassone, venerato come santo dalla Chiesa cattolica, dalla Chiesa ortodossa e dalla Comunione anglicana.

## Biografia
Le informazioni sulle sue origini sono poche e contraddittorie. Secondo alcune fonti era un nobile sassone che si convertì al cristianesimo e si recò a Canterbury per conoscere Teodoro di Tarso; secondo altri fu consacrato arcivescovo (il 27 settembre 761) per volere di Æthelbert II del Kent.
Al contrario dei suoi predecessori Tatwine e Nothhelm non era originario del regno di Mercia, ma probabilmente del Kent. Non molto è noto della sua attività come arcivescovo, eccetto che si occupò di diverse dispute su possedimenti terrieri, tra cui una con Cinevulfo del Wessex dopo il 760, causata dalla confisca di una chiesa a Cookham.
Morì nel 764; fonti diverse riportano date contraddittorie: Fiorenzo di Worcester riporta il 24 agosto, mentre la commemorazione liturgica lo ricorda il 26 agosto. Fu sepolto nel battistero di Canterbury e successivamente le sue spoglie furono traslate nel coro della cattedrale nel 1123.